# Atlantas Knaldsucces
Atlantas Knaldsucces er en stumfilm fra 1920 instrueret og med manuskript af Kaj Mervild.